# 石井良樹
石井 良樹（いしい よしき、1988年9月8日 - ）は、競技麻雀のプロ雀士。日本プロ麻雀連盟東北本部所属。団体内の段位は四段。山形県鶴岡市出身、在住。

## 経歴
小学3年の時、父親の遊んでいたゲームをきっかけに麻雀と出会う。高校卒業後、水道関係の会社に就職するために上京し、「ビッグになりたい」との志を持って日本プロ麻雀連盟（プロ連盟）のプロテストに合格しプロ雀士となる。
しかし成績の伸び悩みに苦しみ、2015年、山形へ帰郷して実家の会社である水道設備会社「石井管工設備」に勤めることを決め、プロ連盟を休会する。しかし「麻雀プロは諦めたくなかった」という本人の思いもあり、翌年には東北本部に籍を移して復帰。東北本部の大会に出場しながら、必要に応じて上京する生活を送る。
2022年、東北本部在籍のままプロ連盟のタイトル・王位を獲得。
2023年6月25日に行われた『麻雀最強戦2023 タイトルホルダー頂上決戦』に王位として出場、予選B卓では仲林圭（發王位）・魚谷侑未（十段位）のMリーガーに楢原和人（令昭位）を加えた3人を相手にオーラスでまくってトップ通過も、決勝卓ではオーラス上がればトップという聴牌も浅井堂岐（雀王）の逆転和了を許して3着。その翌日にはMリーグ参加全選手に団体推薦選手20名を加えたトーナメント戦「Mトーナメント2023」予選1回戦に出場、東城りお・鈴木優のMリーガーに前日も対戦した浅井堂岐を加えた卓で2半荘で-48.9の3着となり、1回戦敗退となった。さらに11月12日に行われた『麻雀最強戦2023 ザ・リベンジ』では、日向藍子・黒沢咲・高宮まりの女流Mリーガー相手に序盤から押しの強い麻雀で加点するも、中盤以降弱気になる場面も見られ、辛うじてトップ通過。決勝卓では高宮まりと鈴木優のトップ争いになかなか絡めず3着に終わったが、『タイトルホルダー頂上決戦』を含め、この年の麻雀最強戦でインパクトを残した。

## 雀風・人物
- 本人曰く「リーチや仕掛けが多く、リードしてもさらに加点を目指してリードを守るより広げていく」スタイル[2]。強引に我が道を行く押しの強い雀風からついたキャッチフレーズは「強引グ・マイウェイ」[2][5]。
- 趣味は学生時代から続けていたという釣り、卓球。卓球は中学時代に県大会優勝、高校時代に県大会準優勝という実力の持ち主[2]。
- 帰郷後、麻雀プロを続けることは周囲からあまり好ましく思われていなかったが、王位戦を勝ち進むにつれて周囲からの理解が得られるようになったという[4]。
- 2児の父[4]。
- 2024年4月1日付けで鶴岡市から「鶴岡ふるさと観光大使」の委嘱を受けた[10]。同年7月には山形県から「やまがた特命観光・つや姫大使」の委嘱を受けた[11]。

## 獲得タイトル
- 東北プロリーグ・天翔位（28期・30期）[12]
- 王位（47期）[13]
- 闘龍門（第1回）